# Mayastad

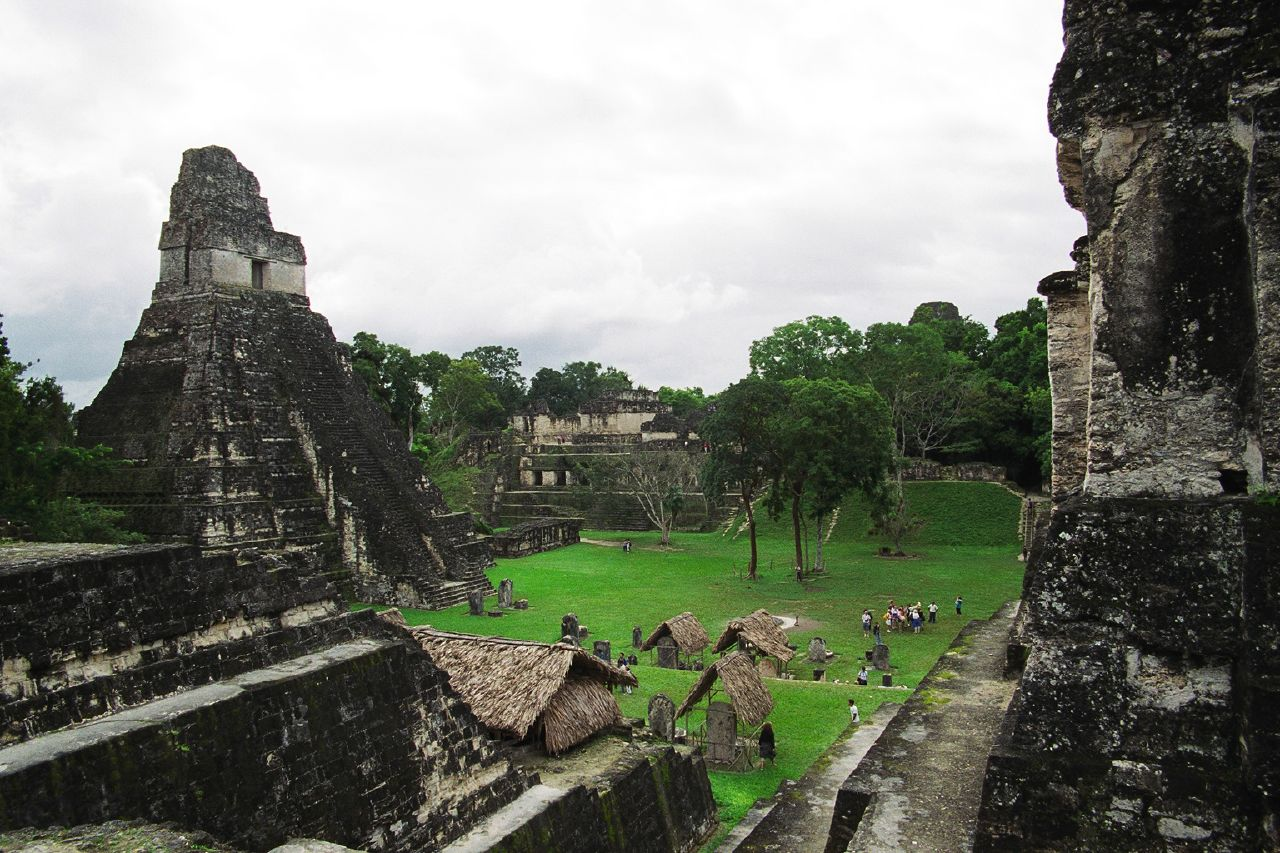
Centrum van Tikal, een van de machtigste mayasteden in de klassieke periode.

Mayasteden waren bevolkingscentra van de precolumbiaanse Mayabeschaving in Meso-Amerika. Deze steden vervulden dezelfde functies als andere historische steden op het gebied van bestuur, handel, productie en religie.
Mayaheersers regeerden vanuit paleizen die zich in het centrum van de stad bevonden. Steden bevonden zich veelal op plaatsen die handelsroutes beheersten of die essentiële producten konden leveren. Dankzij deze gunstige ligging konden de elites die de handel controleerden hun rijkdom en status vergroten. De heersers van dergelijke steden waren in staat om tempels te bouwen voor openbare ceremonies, waardoor meer inwoners naar de stad werden getrokken. De steden die een gunstige ligging voor voedselproductie combineerden met de controle over handelsroutes, ontwikkelden zich vaak tot hoofdsteden van de vroege Mayastaten. De politieke relaties die bestonden tussen de stadstaten van de Maya's wordt wel eens vergeleken met de relaties tussen de stadstaten in het Oude Griekenland of die in Italië gedurende de Renaissance.

## Stedelijke indeling

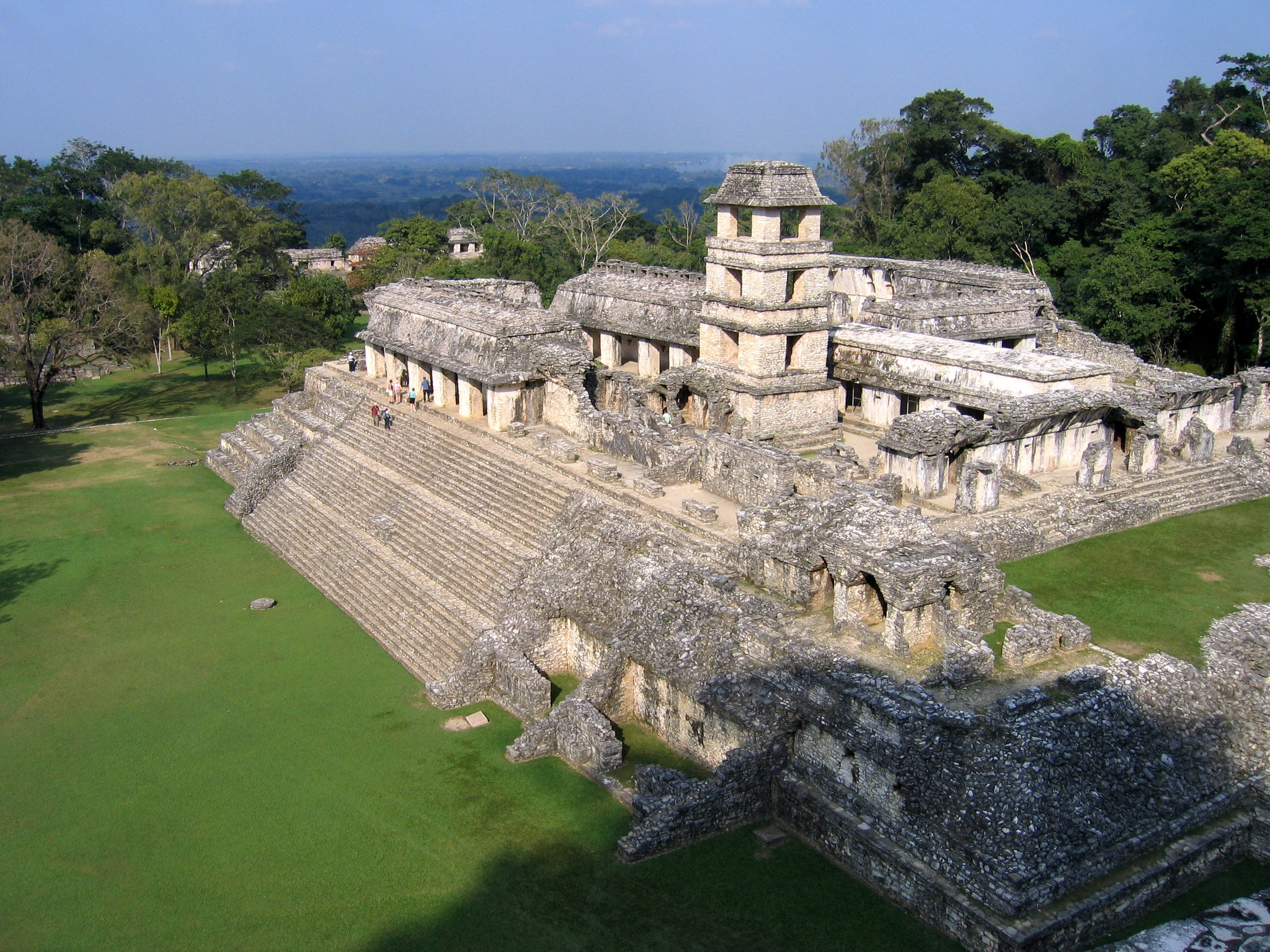
Koninklijk paleis uit de klassieke periode in Palenque.

Anders dan de steden in het hoogland van Centraal-Mexico die volgens een schaakbordpatroon waren gebouwd, zoals Teotihuacán en Tenochtitlan, werden mayasteden niet gebouwd volgens een vastomlijnd plan, maar waren onderhevig aan onregelmatige expansie en willekeurige uitbreidingen van paleizen, tempels en andere gebouwen. De meeste Mayasteden groeiden vanuit de kern naar buiten, en ook naar boven naarmate nieuwe bouwlagen bovenop de oude lagen werden aangebracht. Mayasteden hadden meestal een ceremonieel en bestuurlijk centrum, omringd door een omvangrijke wildgroei van verspreide wooncomplexen. De centra van alle Mayasteden hadden heilige stadsdelen, die soms door muren waren gescheiden van nabijgelegen woonwijken. Deze stadsdelen bevatten tempelpiramides en andere monumentale bouwwerken gewijd aan elite-activiteiten, waaronder de basisplatforms waarop de bestuurlijke complexen en de woningen van de elite waren gebouwd. Gebeeldhouwde monumenten werden opgericht om de weldaden van de heersende dynastie vast te leggen. In de stadscentra bevonden zich ook pleinen, speelvelden voor het heilige balspel en bouwwerken die werden gebruikt als marktplaatsen en scholen. Vaak werden de belangrijkste bouwwerken in de stad met elkaar verbonden door verhoogde wegen. In de buitenwijken van de stad werden soms ook kleinere ceremoniële centra gebouwd voor de niet-koninklijke families. Op de terreinen die grensden aan deze heilige complexen bevonden zich de woningen van de rijke families. De kunstvoorwerpen die werden opgegraven in de wooncomplexen van de elite variëren in kwaliteit, afhankelijk van de rang en het prestige van de familie die er woonde. De grootste en rijkste wooncomplexen bezaten soms beeldhouwwerk en kunstvoorwerpen die in vakmanschap niet onderdeden voor die van de koninklijke wooncomplexen.
In het ceremoniële centrum van de stad woonde de heersende elite en daar vonden ook de bestuurlijke activiteiten en de religieuze ceremonies plaats. Het was ook de plaats waar de inwoners van de stad samenkwamen om openbare activiteiten bij te wonen. De wooncomplexen van de elite bezetten de beste grond rond het stadscentrum, terwijl de woningen van de gewone inwoners verder van het ceremoniële centrum verwijderd lagen. De wooneenheden werden gebouwd op stenen platforms, zodat ze in het regenseizoen boven het niveau van het vloedwater bleven.

## Bevolkingsschattingen

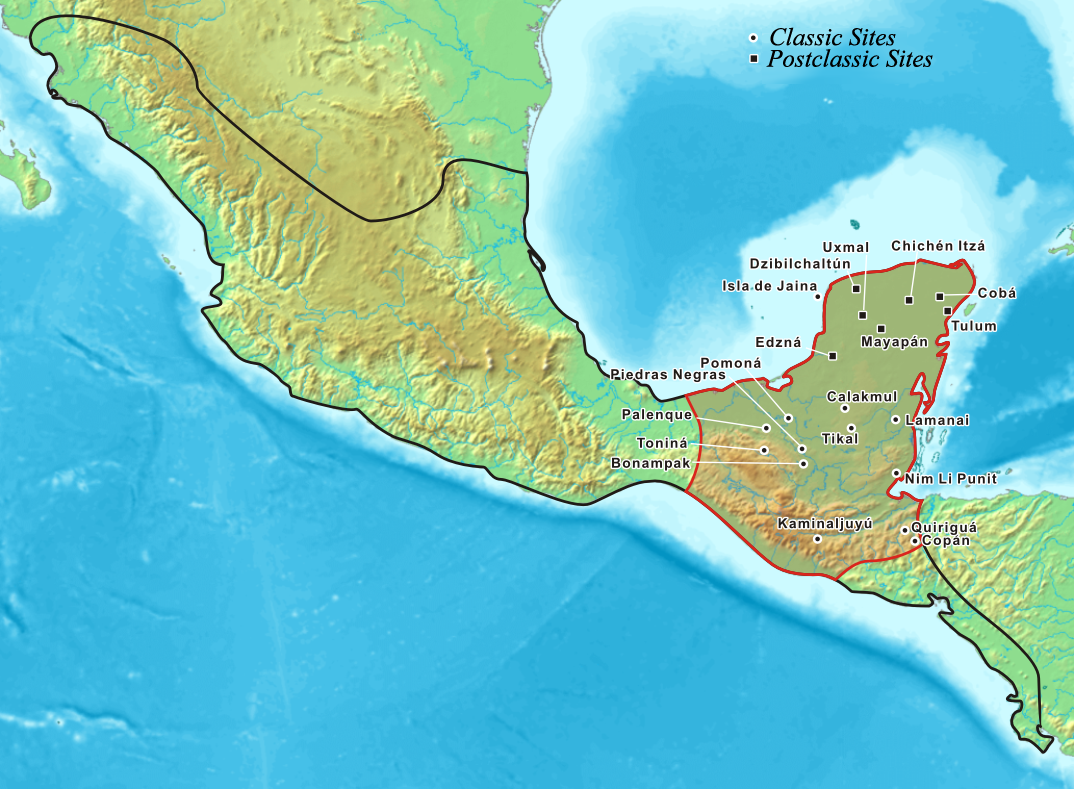
Kaart van het Mayagebied met de locatie van een aantal van de belangrijkste steden. Klik om te vergroten.

Tot de jaren zestig dachten wetenschappers dat de ruïnes van de Mayacentra geen steden waren, maar niet-permanent bevolkte ceremoniële centra waar priesters religieuze rituelen uitvoerden voor de boerenbevolking die verspreid in het midden van de jungle leefde. Uit archeologisch onderzoek, met name de formele archeologische karteringsprojecten die sinds de jaren zestig werden uitgevoerd, bleek echter dat deze ceremoniële centra in feite de centra waren van complete steden met verspreide wooneenheden, die op sommige locaties een bevolking van tienduizenden inwoners konden bereiken.
| Naam                            | Locatie                        | Maximale bevolking | Bloei- periode         |
| ------------------------------- | ------------------------------ | ------------------ | ---------------------- |
| Coba                            | Quintana Roo, Mexico           | 50.000             | Laatklassiek           |
| Copán                           | Copán, Honduras                | 15.000-21.000      | Laatklassiek           |
| Calakmul                        | Campeche, Mexico               | 50.000             | Laatklassiek           |
| Caracol                         | Cayo, Belize                   | 140.000            | Klassiek               |
| Cival                           | Petén, Guatemala               | 2.000-5.000        | Laat-preklassiek       |
| El Pilar                        | Cayo, Belize; Petén, Guatemala | 180.000            | Laatklassiek           |
| Kiuic                           | Yucatán, Mexico                | 3.500              | Vroeg-preklassiek      |
| Mixco Viejo (Jilotepeque Viejo) | Chimaltenango, Guatemala       | 1.500              | Laat-postklassiek      |
| Motul de San José               | Petén, Guatemala               | 1.200-2.000        | Laatklassiek           |
| Noh K'uh                        | Chiapas, Mexico                | 20.000             | Laat-preklassiek       |
| Quiriguá                        | Izabal, Guatemala              | 1.200–1.600        | Laatklassiek           |
| Q'umarkaj                       | Quiché, Guatemala              | 15.000             | Laat-postklassiek      |
| Río Azul                        | Petén, Guatemala               | 3.500              | Vroegklassiek          |
| Santa Rita Corozal              | Corozal, Belize                | 7.000              | Laat-postklassiek      |
| Sayil                           | Yucatán, Mexico                | 10.000             | Finaalklassiek         |
| Seibal                          | Petén, Guatemala               | 10.000             | Laat-preklassiek       |
| Tikal                           | Petén, Guatemala               | 100.000            | Laatklassiek           |
| Valeriana                       | Campeche, Mexico               | 40.000             | Vroeg tot laatklassiek |

## Geschiedenis

### Midden-preklassieke periode
Tijdens de midden-preklassieke periode (1000 v.Chr.-400 v.Chr.) begonnen kleine dorpen uit te groeien tot steden. Vanaf 500 v.Chr. bezaten deze steden grote tempelbouwwerken versierd met maskers van stucwerk die Mayagodheden verbeeldden. Nakbe, in het departement Petén, Guatemala, is het vroegste voorbeeld van een goed gedocumenteerde stad in het Mayalaagland, waar de grote bouwwerken dateren van omstreeks 750 v.Chr. Nakbe bezat toen al het monumentale metselwerk, de gebeeldhouwde monumenten en de verhoogde wegen die ook de latere steden in het Mayalaagland kenmerkten.

### Laat-preklassieke periode
In de laat-preklassieke periode (400 v.Chr.-250 v.Chr.) maakte de stad El Mirador een opmerkelijke groei door en strekte zich uit over een oppervlakte van ongeveer 16 km2. Het bezat geplaveide lanen, massieve triadische piramidecomplexen daterend van circa 150 v.Chr. en op de pleinen waren steles en altaren opgetrokken. El Mirador wordt beschouwd als een van de eerste hoofdsteden van de Mayabeschaving. De moerassen van het Miradorbekken lijken een grote aantrekkingskracht te hebben gehad op de bevolking van het gebied, zoals blijkt uit de opvallende concentratie van grote mayasteden rondom dit moerasgebied.
Tikal, dat later zou uitgroeien tot een van de belangrijkste Mayasteden van de klassieke periode, was omstreeks 350 v.Chr. al een significante stad, hoewel het toen nog niet kon tippen aan de grootsheid van El Mirador. In de eerste eeuw na Christus volgde de ineenstorting van de Laat-preklassieke culturele bloeiperiode en werden veel van de grote Mayasteden van die periode verlaten; de oorzaak van deze ineenstorting is nog niet bekend.
In het Mayahoogland, in de vallei van Guatemala, was Kaminaljuyu omstreeks 300 n.Chr. al een uitgestrekte stad.

### Klassieke periode

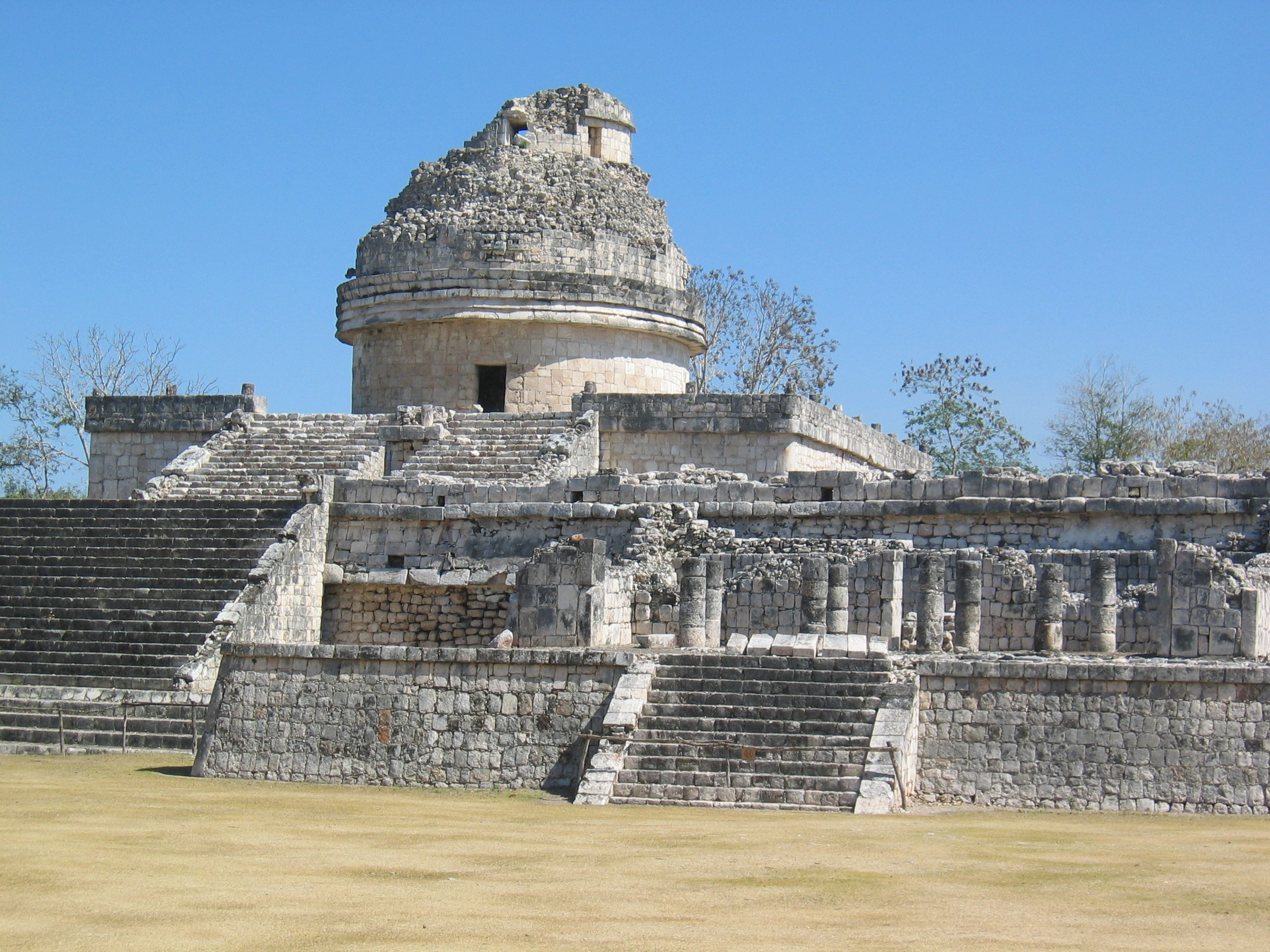
Chichén Itzá was de belangrijkste stad in de noordelijke Maya-regio.

Tijdens de klassieke periode (250-900 n.Chr.) bereikte de Mayabeschaving haar grootste bloei. In de vroegklassieke periode (250-300 n.Chr.) werden steden in de Mayaregio beïnvloed door de grote metropool Teotihuacán in de verre vallei van Mexico. Tikal groeide uit tot een machtige stad en bereikte zijn hoogtepunt in de laatklassieke periode toen het een bevolking van ruim 100.000 inwoners had. Tikals grote rivaal was Calakmul, een andere machtige stad in het Peténbekken. In het zuidoosten was Copán de belangrijkste stad. Palenque en Yaxchilán waren de machtigste steden in het gebied van de Usumacinta. In het noorden van het Mayagebied was Coba de belangrijkste Mayahoofdstad.
De hoofdsteden van Mayakoninkrijken konden aanzienlijk variëren in grootte, hetgeen lijkt te zijn gerelateerd aan het aantal vazalsteden dat met een hoofdstad was verbonden. Naarmate heersers van stadstaten een groter aantal ondergeschikte stadstaten hadden onderworpen, groeide hun status en de hoeveelheid belasting die ze konden afdwingen, doorgaans in de vorm van goederen en arbeid. De meest in het oog springende vormen van belasting die op Mayakeramiek werden afgebeeld zijn cacao, textiel en decoratieve veren. In de negende eeuw na Christus volgde een politieke ineenstorting van de stadstaten in het centrale deel van de Mayaregio, die werd gemarkeerd door de val van de heersende dynastieën, de ontvolking van steden en een noordwaartse bevolkingsverschuiving. In deze periode, die bekend staat als de finaalklassieke periode, stokken de bouwactiviteiten in het centrale en zuidelijke Mayagebied, terwijl noordelijke steden als Chichén Itzá en Uxmal juist een verhoogde activiteit vertonen. De grote steden in het noordelijke deel van Yucatán bleven nog bewoond, lang nadat de steden van de centrale en zuidelijke laaglanden waren opgehouden met monumentale bouwactiviteiten.

### Postklassieke periode
De postklassieke periode (900-c.1524 n.Chr.) kenmerkte zich door een reeks veranderingen die ook van invloed waren op de steden. Na bijna tweeduizend jaar bewoond te zijn geweest, werd de eens zo grote stad Kaminaljuyu in de vallei van Guatemala plotseling verlaten door haar bewoners. Dit was symptomatisch voor de veranderingen in de hooglanden en het aangrenzende zuidwestelijke kustgebied, waarbij de steden die zich op kwetsbare locaties bevonden werden verplaatst naar beter verdedigbare locaties, blijkbaar als gevolg van de proliferatie van oorlogvoering. De postklassieke steden werden vaak op goed verdedigbare heuveltoplocaties gebouwd die omringd waren door diepe ravijnen, waar nodig versterkt met muurverdedigingswerken die de natuurlijke bescherming van het terrein aanvulde. In het noorden groeide Chichén Itzá uit tot een van de grootste, machtigste en meest kosmopolitische Mayasteden. In het Guatemalteekse hoogland was in die periode Q'umarkaj een van de belangrijkste steden. Qʼumarkaj, ook bekend als Utatlán, vormde de hoofdstad van het oorlogszuchtige K'iche'-koninkrijk.

### Spaanse verovering en herontdekking

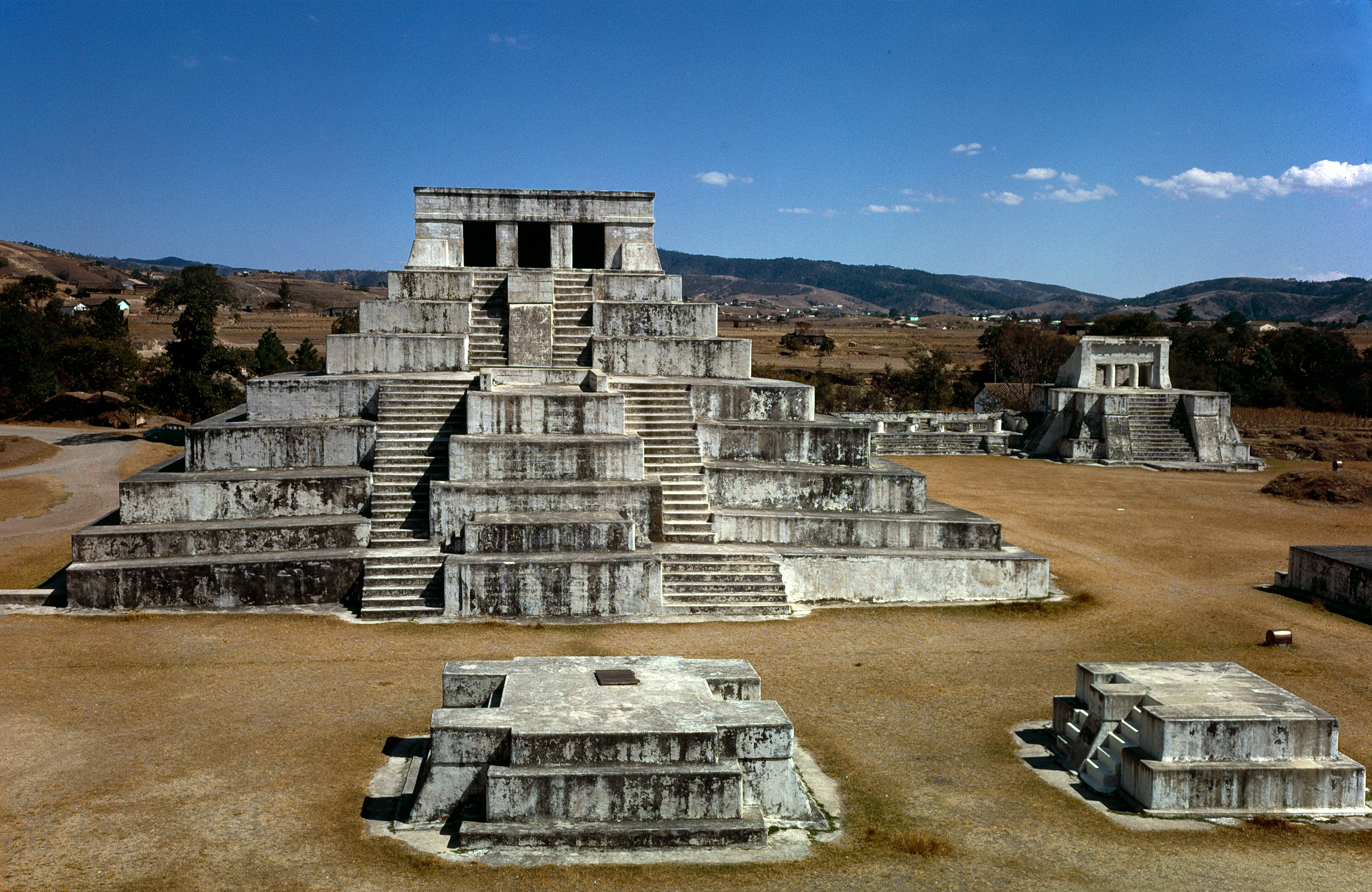
Zaculeu werd in 1525 veroverd door de Spanjaarden.

In de eerste helft van de 16e eeuw vielen de steden van de postklassieke Mayakoninkrijken van het hoogland in handen van de binnenvallende Spaanse conquistadores. Q'umarkaj, de hoofdstad van de K'iche' werd in 1524 veroverd door Pedro de Alvarado. Kort daarna werden de Spanjaarden als bondgenoten binnengehaald in Iximché, de hoofdstad van de Kaqchikel. De goede verstandhouding hield niet lang stand en de stad werd enkele maanden later verlaten. Dit werd in 1525 gevolgd door de val van Zaculeu, de hoofdstad van het Mamvolk. In 1697 veroverden de Spanjaarden het laatste onafhankelijke Mayakoninkrijk toen Martín de Ursúa Nojpetén, de hoofdstad van de Itzá, onderwierp. Na de verovering werd de stad met de grond gelijk gemaakt.
In de daaropvolgende eeuwen raakten de oude Mayasteden in vergetelheid. In de 19e eeuw was het bestaan van slechts vijf voormalige Mayasteden bekend in de Peténregio van Guatemala. In 1834 beschreef Juan Galindo, gouverneur van Petén, de ruïnes van de postklassieke stad Topoxte. Een van zijn opvolgers, Modesto Méndez, publiceerde in 1848 een beschrijving van de ruïnes van Tikal. Teoberto Maler beschreef de ruïnes van de Mayastad Motul de San José in 1895, en Karl Sapper beschreef de mayastad San Clemente in datzelfde jaar. In de loop van de 20e eeuw volgde een sterke groei van het aantal herontdekte Mayasteden. In 1938 waren alleen al in Petén 24 ruïnes van Mayasteden beschreven.
Lijst van gekende Mayasteden en archeologische sites in centraal Amerika.